# DayDay.
『DayDay.』（デイデイ）は、日本テレビ系列で2023年4月3日から月曜から木曜の9時から11時10分、金曜の9時から10時25分（いずれもJST）にそれぞれ生放送されている情報番組。

## 概要
日本テレビでは2023年4月改編をもって平日早朝から朝にかけての情報番組『ZIP!』の放送終了時刻を9:00に変更し、平日の朝から午前中の『スッキリ』及び『バゲット』を終了した上で、日本テレビ系列平日午前のワイドショー枠と日本テレビ平日昼前の情報番組枠を統合した後継番組として本番組を開始することを発表した。放送時間は月曜日 - 木曜日は9:00 - 11:10、金曜日は9:00 - 10:25となり、月曜日 - 木曜日において『スッキリ』（8:00 - 10:25）及び金曜日の放送時間にあたる9:00 - 10:25を第1部、『バゲット』（10:25 - 11:30）の放送時間にあたる10:25 - 11:10を第2部としている。
MCには武田真一（フリーアナウンサー）、山里亮太（南海キャンディーズ）と黒田みゆ（日本テレビアナウンサー）が起用された。2023年2月末をもってNHKを退職し同年3月からフリーアナウンサーに転身した武田にとって民放では初のレギュラー番組となる。
番組内容は前番組の『スッキリ』及び『バゲット』のニュース・生活情報・エンタメ・企画コーナーの要素を引き継いだ。前番組『スッキリ』では曜日出演者を「曜日コメンテーター」としていたが、本番組では「曜日メンバー」としているほか、前番組まで設置されていた報道フロアからのニュースコーナーは廃止された。また本番組の開始とともに、平日朝から昼にかけての番組編成も改編を行い、『バゲット』まで昼前の情報番組枠に内包されていた通販コーナーの『日テレポシュレ』は独立し、『日テレポシュレ三ツ星モール』として単独番組扱いで放送を開始した。さらに『バゲット』が編成されていた月曜 - 木曜に限り、11:20 - 11:30に『ストレイトニュース』（NNN冠のつかないローカルパート、任意ネット）を開始した。
『スッキリ』までのスポンサー表示は背景色と企業ロゴのカラー表示だったが、当番組の提供クレジットは番組専用の絨毯付き企業ロゴのカラー表示で、提供表示が『ZIP!』同様『PRESENTED BY』となっているほか、アナウンサーによる提供読みも天気コーナーを除き廃止となった。

### 視聴率
2023年度のコア視聴率（男女13歳 - 49歳）が同時間帯トップになった。

## 出演者
出典
- △：日本テレビアナウンサー。
- ◇：隔週で出演。
- ★：月2回出演。
- ☆：月1回出演。

| 月曜日 | 火曜日                                                              | 水曜日                                                                                               | 木曜日                                                                             | 金曜日 |
| MC | MC                                                                  | MC                                                                                                   | MC                                                                                 | MC |
| --- | ------------------------------------------------------------------- | --- | ---------------------------------------------------------------------------------- | --- |
| 武田真一（フリーアナウンサー） 山里亮太（南海キャンディーズ） 黒田みゆ△                                                           |                                                                     | |                                                                                    | |
| 曜日メンバー |                                                                     | |                                                                                    | |
| 長谷川忍（シソンヌ） 大門小百合（ジャーナリスト） 槙野智章（サッカー解説者）◇ 望月理恵（フリーアナウンサー）◇                     | ヒロミ（タレント） アンミカ（モデル） 石田健（The HEADLINE 編集長） | 児嶋一哉（アンジャッシュ） 安藤桃子（映画監督）★ 知花くらら（モデル）☆ 菅原薫（報道局政治部デスク）☆ | 高橋茂雄（サバンナ） 亜希（モデル）◇ ふくらP（QuizKnock）◇ 登坂絵莉（アスリート）☆ | 向井慧（パンサー）◇ 渋谷凪咲（元NMB48）◇ 村瀬哲史（予備校講師）◇ 小木博明（おぎやはぎ）◇ 野呂佳代（タレント）◇ |
| 曜日メンバー（不定期出演） |                                                                     | |                                                                                    | |
| 佐藤大樹（FANTASTICS・EXILE）・FUMA （&TEAM） ・許豊凡 （INI） ・中間淳太（WEST.） ・三輪記子（弁護士）・風間晋（ジャーナリスト） |                                                                     | |                                                                                    | |
| HOT today・DayDay. topic |                                                                     | |                                                                                    | |
| 澁谷善ヘイゼル△ | 澁谷善ヘイゼル△                                                     | 住岡佑樹△                                                                                            | 住岡佑樹△                                                                          | 住岡佑樹△ |
| 気象予報士 |                                                                     | |                                                                                    | |
| 敷波美保 | 敷波美保                                                            | 敷波美保                                                                                             | 広瀬駿                                                                             | 広瀬駿 |

### 過去の出演者
| 出演者                             | 曜日            | 期間                   | 備考                                     |
| ---------------------------------- | --------------- | ---------------------- | ---------------------------------------- |
| 武藤十夢（タレント）               | 火曜日（隔週）  | 2023年4月 - 2024年3月  |                                          |
| 別所哲也（俳優）                   | 金曜日（隔週）  | 2023年4月 - 2024年3月  |                                          |
| てぃ先生（保育士）                 | 金曜日（隔週）  | 2023年4月 - 2024年3月  |                                          |
| 伊藤遼（日本テレビアナウンサー）   | 月 - 水曜日     | 2023年4月 - 5月        | BUZZ today担当                           |
| 伊藤遼（日本テレビアナウンサー）   | 水 - 金曜日     | 2023年6月 - 2024年3月  | BUZZ today担当                           |
| 藤田大介（日本テレビアナウンサー） | 月・火曜日      | 2023年4月 - 2024年3月  | DayDay. topic担当                        |
| 杉野真実（日本テレビアナウンサー） | 水・木曜日      | 2023年4月 - 2024年3月  | DayDay. topic担当                        |
| 下川美奈（報道局社会部部長）       | 木曜日（月2回） | 2023年4月 - 6月        |                                          |
| 下川美奈（報道局社会部部長）       | 水曜日（月2回） | 2023年7月 - 2024年5月  |                                          |
| 山神明理（気象予報士）             | 月 - 水曜日     | 2023年4月 - 2024年12月 | 天気予報担当                             |
| 田辺大智（日本テレビアナウンサー） | 木・金曜日      | 2023年4月 - 6月        | BUZZ today → HOT today DayDay. topic担当 |
| 田辺大智（日本テレビアナウンサー） | 月・火曜日      | 2023年6月 - 2024年3月  | BUZZ today → HOT today DayDay. topic担当 |
| 田辺大智（日本テレビアナウンサー） | 月 - 水曜日     | 2024年4月 - 2025年3月  | BUZZ today → HOT today DayDay. topic担当 |
| 福田麻貴（3時のヒロイン）          | 金曜日（隔週）  | 2023年4月 - 2025年3月  |                                          |
| 澤麻美（気象予報士）               | 木・金曜日      | 2023年4月 - 2024年12月 | 天気予報担当                             |
| 澤麻美（気象予報士）               | 月 - 金曜日     | 2025年1月 - 3月        | 天気予報担当                             |

### 代役
- 黒田みゆ
  - 2023年8月14日 - 21日（夏休みのため）
    - 8月14日・15日・21日 - 杉原凜（日本テレビアナウンサー）[12][13][14]
    - 8月16日・17日 - 杉野真実（日本テレビアナウンサー）[15][16]
    - 8月18日 - 石川みなみ（日本テレビアナウンサー）[17]

  - 2024年2月5日 - 9日（冬休みのため）
    - 2月5日・6日 - 市來玲奈（日本テレビアナウンサー）[18]
    - 2月7日・8日 - 河出奈都美（日本テレビアナウンサー）
    - 2月9日 - 杉野真実（日本テレビアナウンサー）

  - 2024年2月26日
    - 2月26日 - 杉原凜（日本テレビアナウンサー）

  - 2024年5月20日
    - 5月20日 - 佐藤真知子（日本テレビアナウンサー）　

  - 2024年10月24日
    - 10月24日 - 滝菜月（日本テレビアナウンサー）

  - 2024年11月25日 - 29日（遅めの夏休みのため）
    - 11月25日 - 佐藤真知子（日本テレビアナウンサー）
    - 11月26日 - 河出奈都美（日本テレビアナウンサー）
    - 11月27日 - 杉原凜（日本テレビアナウンサー）
    - 11月28日 - 市來玲奈（日本テレビアナウンサー）
    - 11月29日 - 後呂有紗（日本テレビアナウンサー）
- 伊藤遼
  - 2023年7月26日・27日
    - 7月26日・27日 - 伊藤大海（日本テレビアナウンサー）

  - 2023年11月23日・24日
    - 11月23日・24日 - 伊藤大海（日本テレビアナウンサー）
- 杉野真実
  - 2023年8月17日（代行のため）
    - 8月17日 - 石川みなみ（日本テレビアナウンサー）

  - 2023年10月26日
    - 10月26日 - 河出奈都美（日本テレビアナウンサー）[19]
- 田辺大智
  - 2023年9月11日 - 18日（ラグビーワールドカップ中継のため）
    - 9月11日・18日 - 伊藤大海（日本テレビアナウンサー）
    - 9月12日 - 大町怜央（日本テレビアナウンサー）

  - 2024年7月22日 - 8月12日（パリオリンピック取材のため）
    - 7月22日 - 24日・30日・31日・8月5日 - 7日 - 澁谷善ヘイゼル（日本テレビアナウンサー）
    - 7月29日・8月12日 - 滝菜月（日本テレビアナウンサー）
- 山里亮太
  - 2023年10月27日 - 31日（夏休みのため）
    - 10月27日 - 水卜麻美（日本テレビアナウンサー）[20]
    - 10月30日 - 小木博明（おぎやはぎ）[21]
    - 10月31日 - 田中卓志（アンガールズ）[22]

  - 2024年7月3日・4日（体調不良のため）
    - 7月3日 - 児嶋一哉（アンジャッシュ）[23]
    - 7月4日 - 高橋茂雄（サバンナ）[24]
- 武田真一
  - 2023年11月13日・14日（夏休みのため）
    - 11月13日 - 武田真治[25]
    - 11月14日 - 藤井貴彦（日本テレビアナウンサー〈当時〉）[26]　

  - 2025年6月16日 - 18日（夏休みのため）
    - 6月16日 - 藤井貴彦（フリーアナウンサー）
    - 6月17日 - 小泉孝太郎
    - 6月18日 - 井上芳雄
- 澁谷善ヘイゼル
  - 2024年7月11日・12日
    - 7月11日 - 伊藤大海（日本テレビアナウンサー）
    - 7月12日 - ラルフ鈴木（日本テレビアナウンサー）

## タイムテーブル・コーナー
| 第1部（月 - 金曜日・全国ネット枠）       | 第1部（月 - 金曜日・全国ネット枠）          | 第1部（月 - 金曜日・全国ネット枠）          | 第1部（月 - 金曜日・全国ネット枠） |
| 放送時刻                                 | コーナー名                                  | コーナー名                                  | 内容 |
| ---------------------------------------- | ------------------------------------------- | ------------------------------------------- | --- |
| 9:00 - 9:02                              | オープニング                                | オープニング                                | 山里亮太と武田真一のクロストークから始まり、山里が「それでは始めましょうか」と言ってから武田が「DayDay.スタートです。」と言ってOP映像が流れ、その後黒田も映り、3人で「おはようございます!」と挨拶した後、武田が「⚪︎月⚪︎日⚪︎曜日のDayDay.です。黒田さんもよろしくお願いします。」と言って少しトークした後にコメンテーターを紹介する。 |
| 9:02 - 9:40頃                            | FOCUSニュース                               | FOCUSニュース                               | 番組が注目した関心事を2-3本程度取り上げる。 |
| 9:40頃 - 10:03頃                         | 曜日別コーナー                              | 曜日別コーナー                              | |
| 9:40頃 - 10:03頃                         | 水・金                                      | DottiDotti（ドッチドッチ）                  | 生ナレーションでエンタメ情報を紹介するコーナー。ナレーターはもう中学生または森三中の黒沢かずこが担当する。 |
| 9:40頃 - 10:03頃                         | 木（月2 - 3回程度）                         | 亜希のざっくりキッチン                      | 木曜メンバーの亜希が料理をするコーナー。亜希と黒田みゆや曜日メンバーなどが出演する。2025年3月に1度だけ金曜日に放送されたことがある。番組公式サイトにレシピが掲載されている。 |
| 9:40頃 - 10:03頃                         | 不定期                                      | トクトレ                                    | 得するトレンドを紹介するコーナー。出演は黒田みゆまたは下嶋兄。 |
| 9:40頃 - 10:03頃                         | 週1-2回程度                                 | どこブラ                                    | 武田真一とゲストの2人が、東京の街の飲食店やスポットを紹介するコーナー。 |
| 9:40頃 - 10:03頃                         | 月1回程度                                   | ニッポン探し隊                              | 武田真一が地方ロケで、魅力を発信するコーナー。 |
| 不定期                                   | DayDay.特集                                 |                                             | |
| 10:03頃 - 10:20頃                        | HOT today ホッとどうぶつ                    | HOT today ホッとどうぶつ                    | 前者は最新のニュースをフラッシュ形式で紹介するコーナー。後者はかわいい動物の映像を紹介するコーナー。 |
| 10:20頃 - 10:25                          | ゴゴ天気                                    | ゴゴ天気                                    | 月 - 水曜日は山神明理気象予報士、木・金曜日は澤麻美気象予報士が伝える。一部地域はローカル枠で地域別に天気を伝える。CM明けのワンポイント天気は全国ネット。今夜の番組を紹介するために、ゲストが来る場合もある。なお、月 - 木曜日は、武田真一が「では、みなさんも素敵な午後をお過ごしください」等とその日の各種状況に沿ったアナウンスしたあと、大半の地域では放送を終える。 金曜日は全てのネット局が10:25終了のため、天気予報→ゴゴ占い→ミニトークを経てエンディングとなる。 |
| 第2部（月 - 木曜日・ローカルセールス枠） |                                             |                                             | |
| 10:25 - 10:55                            | 曜日別コーナー                              | 曜日別コーナー                              | |
| 10:25 - 10:55                            | 月・火・木                                  | DottiDotti（ドッチドッチ）                  | 生ナレーションでエンタメ情報を紹介するコーナー。ナレーターはもう中学生または森三中の黒沢かずこが担当する。稀に9時台～10時冒頭の曜日別コーナー前後に放送されることもある。 |
| 10:25 - 10:55                            | 水                                          | boom boom!                                  | 旬のアーティストによる生歌唱を披露するコーナー。 |
| 10:55                                    | （日本テレビ以外の第2部ネット局は飛び降り） | （日本テレビ以外の第2部ネット局は飛び降り） | （日本テレビ以外の第2部ネット局は飛び降り） |
| 10:55 - 11:04頃                          | DayDay. topic                               | DayDay. topic                               | 最新のニュースをフラッシュ形式で紹介するコーナー。 |
| 11:04頃                                  | 最新天気予報                                | 最新天気予報                                | 11時発表の最新予報を伝える。 |
| 11:06頃                                  | ゴゴ占い                                    | ゴゴ占い                                    | 金曜日のみ10:22頃に変更となる（金曜日のみ10:25終了のため）。 |
| 11:07頃                                  | みんなでDayDay.                             | みんなでDayDay.                             | 視聴者からの質問にMCや曜日メンバーが答えるコーナー。 |
| 11:09頃                                  | エンディング                                | エンディング                                | 月替わりでミュージックビデオが流れる（金曜は全てのネット局で10:24頃）。 |
| 11:10                                    | 放送終了                                    | 放送終了                                    | 金曜日のみ10:25終了。 |

### スタジオライブ
- 2023年
  - 4月
    - 6日 - 斉藤和義「底無しビューティ」
    - 13日 - 羊文学「永遠のブルー」
    - 20日 - SUPER BEAVER
    - 27日 - BE:FIRST「Smile Again」

  - 5月
    - 1日 - 宮野真守
    - 11日 - ドミ&JD･ベック
    - 18日 - 新しい学校のリーダーズ「オトナブルー」「Suki Lie」
    - 25日 - 豊原江理佳、木村昴
    - 30日 - AI「ハピネス -Reggae Summer Remix by Mighty Crown」「リスペクト」

  - 6月
    - 1日 - God Save The Queen
    - 5日 - SixTONES「こっから」
    - 15日 - MOROHA
    - 28日 - 東方神起「Lime & Lemon」

  - 7月
    - 11日 - スキマスイッチ「全力少年」「藍 〜僕たちの色彩〜」
    - 18日 - 絢香「夢幻花火」
    - 25日 - 郷ひろみ「俺は最高!!!」「お嫁サンバ」

  - 8月
    - 1日 - 湘南乃風「Real Riders」「純恋歌」「睡蓮花」
    - 8日 - 梅田サイファー「KING」
    - 17日 - NiziU「LOOK AT ME」
    - 22日　- Little Glee Monster「今この瞬間を」
    - 30日 - マカロニえんぴつ「ペパーミント」

  - 9月
    - 12日 - 上原ひろみ
    - 26日 - オリヴィア・ロドリゴ

  - 10月
    - 3日 - FRUITS ZIPPER「わたしの一番かわいいところ」
    - 12日 - 森崎ウィン「Dear」
    - 26日 - 岡崎体育「深夜高速」

  - 11月
    - 2日 - アイナ・ジ・エンド「アイコトバ」、上白石萌音「ひかりのあと」
    - 9日 - imase「NIGHT DANCER」
    - 16日 - L (キム・ミョンス)
    - 23日 - EXILE B HAPPY、GENERATIONS、FANTASTICS
    - 27日 - Ourin -王林-

  - 12月
    - 5日 - 所ジョージ、木梨憲武、ヒロミ
    - 7日 - 花村想太、セントチヒロ・チッチ
    - 11日 - Måneskin
    - 21日 - DISH//
- 2024年
  - 1月
    - 4日 - アバンギャルディ
    - 5日 - ジェイ・ハリソン・ジー
    - 10日 - ChilliBeans.
    - 17日 - Awesome City Club
    - 24日 - 安田レイ

  - 2月
    - 6日 - 所ジョージ、木梨憲武、ヒロミ
    - 14日 - 三浦大知
    - 28日 - miwa

  - 3月
    - 6日 - CHEMISTRY
    - 13日 - Awich
    - 20日 - NiziU「SWEET NONFICTION」

  - 4月
    - 10日 - PSYCHIC FEVER、超ときめき♡宣伝部
    - 16日 - Novelbright
    - 17日 - ME:I
    - 24日 - 山崎育三郎

  - 5月
    - 1日 - Da-iCE「I wonder」
    - 8日 - 日向坂46[注釈 17]「君はハニーデュー」
    - 15日 - Aぇ! group
    - 22日 - 松本伊代
    - 29日 - 乃紫

  - 6月
    - 5日 - 郷ひろみ
    - 14日 - NEXZ「Ride the Vibe」
    - 19日 - Travis Japan
    - 26日 - INI

  - 7月
    - 3日 - ALI、般若、MaRI
    - 10日 - BOYNEXTDOOR、冨岡愛
    - 17日 - ももいろクローバーZ
    - 24日 - 打首獄門同好会
    - 31日 - THE RAMPAGE

  - 8月
    - 7日 - &TEAM「青嵐 (Aoarashi)」
    - 13日 - テレビ大陸音頭
    - 21日 - NEXZ「Keep on Moving」
    - 28日 - ファントムシータ

  - 9月
    - 11日 - WANIMA
    - 18日 - 日食なつこ
    - 25日 - 木村カエラ

  - 10月
    - 2日 - アイナ・ジ・エンド、渋谷すばる
    - 9日 - コレサワ
    - 16日 - CUTIE STREET「かわいいだけじゃだめですか？」
    - 23日 - 江口洋介
    - 30日 - 超特急「AwA AwA」

  - 11月
    - 13日 - J.Y. Park
    - 20日 - Da-iCE

  - 12月
    - 4日 - 歌心りえ、かのうみゆ、カン・ヘヨン、チョ・ジョンミン
    - 11日 - adieu、宮野真守
    - 17日 - &TEAM「雪明かり (Yukiakari)」
    - 18日 - NEXZ「NALLINA」「Miracle」
- 2025年
  - 1月
    - 8日 - パキルカ
    - 15日 - Leina、舟津真翔
    - 29日 - HANA

  - 2月
    - 5日 - FANTASTICS
    - 10日 - リンキン・パーク
    - 12日 - 氷川きよし
    - 19日 - 緑黄色社会
    - 26日 - Omoinotake

  - 3月
    - 5日 - レイチェル・ゼグラー
    - 11日 - マカロニえんぴつ
    - 12日 - SUPERBEAVER
    - 24日 - 乃木坂46[注釈 18]「ネーブルオレンジ」
    - 25日 - BALLISTIK BOYZ
    - 27日 - 新しい学校のリーダーズ

  - 4月
    - 3日 - AKB48[注釈 19]「まさかのConfession」
    - 8日 - HANA
    - 22日 - &TEAM「Go in Blind (月狼)」
    - 29日 - WEST.

  - 5月
    - 6日 - CANDY TUNE「倍倍FIGHT!」
    - 20日 - GENERATIONS
    - 27日 - サラ・ブライトマン
    - 28日 - ダミアーノ・デイヴィッド
    - 29日 - JO1

  - 6月
    - 4日 - aoen
    - 10日 - ［Alexandros］
    - 17日 - マルシィ
    - 18日 - 郷ひろみ
    - 24日 - INI

  - 7月
    - 3日 - TWS
    - 10日 - ONE N' ONLY
    - 16日 - NEXZ「One Bite」

## 出来事

### 2023年
- 4月3日（月） - 初回放送スタート。

### 2024年
- 7月11日（木）- 木曜メンバーのふくらPが、元乃木坂46の高山一実と7月7日に結婚したことを生報告した。[27]
- 7月30日（火）- 8月1日（木）- 「日テレこどもウイーク」の企画で、こどもコメンテーターが出演。
- 8月12日（月）- 8月16日（金）- 「ZIP!」×「DayDay.」コラボウイーク。第1部終盤（10:22頃）に「運試しチャレンジ」を行う。
- 10月14日（月）- 10月18日（金） - 「ZIP!」×「DayDay.」コラボウイーク。第1部終盤（10:22頃）に「一球入魂玉入れチャレンジ」を行う。また、10月14日のみ祝日のためこどもコメンテーターが出演。
- 10月25日（金）- 「ZIP!」9月・10月金曜パーソナリティを務めた春日俊彰（オードリー）が、約5分ほど出演。
- 11月6日（水） - 『NNN DayDay.特別版 アメリカ大統領選2024』として、通常放送とは別枠で放送時間を10時25分から11時30分まで拡大し、現地時間11月5日に行われるアメリカ大統領選挙の開票速報を放送。
- 12月24日（火） - 12月25日（水）- 第1部終盤（10:22頃）にXmasコラボとして、「ZIP!×DayDay.ガラガラポン」を行う。
- 12月27日（金） - 年内最後の放送。

### 2025年
- 1月1日 （水） - 特別番組『新春シューイチ×ZIP!×DayDay.4時間コラボSP』が、6:00 - 10:00に放送された。
- 1月6日 （月） - 通常放送では今年初の放送。特別番組での「山里と水卜アナの開運スポット巡り」の未公開シーンが放送された。
- 4月25日 （金） - 『24時間テレビ「愛は地球を救う」』のチャリTシャツの紹介で水卜麻美（日本テレビアナウンサー）が出演。
- 6月4日（水） - 長嶋茂雄（読売巨人軍終身名誉監督）死去のニュースの際、長嶋茂雄の大ファンであるテリー伊藤が出演した。
- 6月18日（水） - 小泉進次郎（農林水産大臣）が生出演した。
- 6月26日（木） - 蒼井優が「生Q10」のコーナーに出演し、山里と初の夫婦共演となった。
- 7月29日（火） - 森口博子がゲスト出演し、『はじめてのおつかい』の名場面が放送された。
- 7月30日（水） - ロシア・カムチャツカ半島付近で起きた地震による津波注意報（のちに一部地域にて津波警報に変更）関連のニュースを09:42から全編放送した。
- 8月11日（月） - ZIP!×DayDay.コラボウィークとして、オープニングトークに水卜麻美（日本テレビアナウンサー）が毎日参加。

## テーマ曲

### テーマソング
- マカロニえんぴつ「ペパーミント」（2023年4月3日 - 2024年3月29日、TOY'S FACTORY）[28]
- 福山雅治「万有引力[注釈 20]」（2024年4月1日 - ）

### エンディングテーマ
エンディングが月替わりのタイアップという制度は『スッキリ』から踏襲。
- BUCK-TICK「無限 LOOP」（2023年4月3日 - 28日）
- 安斉かれん「ら・ら・らud ラヴ」（2023年5月1日 - 31日）
- カメレオン・ライム・ウーピーパイ「Stand Out Chameleon」（2023年6月1日 - 30日）
- 浦島坂田船「+」（2023年7月3日 - 31日）
- DEAN FUJIOKA「Teleportation」（2023年8月1日 - 31日）
- GLAY「Buddy」（2023年9月1日 - 29日）
- EXILE TAKAHIRO「Unconditional」（2023年10月2日 - 31日）
- Ourin-王林-「Play The Game」（2023年11月1日 - 30日）
- Girls²「I wanna 宣言」（2023年12月1日 - 26日）
- 三浦大知「Sheep」（2024年1月4日 - 31日）
- ChroNoiR「Torpor」（2024年2月1日 - 29日）
- 新浜レオン「全てあげよう」（2024年3月1日 - 29日）
- flumpool「君に恋したあの日から」（2024年4月1日 - 30日）
- THE RAMPAGE from EXILE TRIBE「CyberHelix」（2024年5月1日 - 31日）
- A.B.C-Z「君じゃなきゃだめなんだ」（2024年6月3日 ｰ 28日）
- TOMORROW X TOGETHER「ひとつの誓い (We’ll Never Change)」（2024年7月1日 ｰ 31日）
- UNICODE「呼んで(blur)」（2024年8月1日 - 30日）
- ソ・イングク「空のかおり」（2024年9月2日 - 30日）
- 海蔵亮太「晩夏光」（2024年10月1日 - 31日）
- BUCK-TICK「雷神 風神 - レゾナンス」（2024年11月1日 - 29日）
- 手越祐也「Flash back」（2024年12月2日 - 27日）
- BALLISTIK BOYZ from EXILE TRIBE「SAY IT」（2025年1月6日 - 31日）
- VOLTACTION「De Lu Lu」（2025年2月3日 - 28日）
- 八生「大感謝祭！」（2025年3月3日 - 2025年3月31日）
- ROF-MAO「布袋尊」（2025年4月1日 - 30日）
- RealRomantic「Uncupid」（2025年5月1日 - 30日）
- 甲斐田晴「始まりの理由を」（2025年6月2日 - 30日）
- 工藤静香「海燕」（2025年7月1日 - 31日）
- MAZZEL「DANGER」（2025年8月1日 - ）

## ネット局と放送時間
- 月曜 - 木曜第2部（10:25 - 11:10）は当該時間帯としての前番組『バゲット』と同様ローカルセールス枠のため、日本テレビ以外のネット局では以下の通り編成の都合により10:25または10:55[注釈 21]で終了する局が存在する。
- 本番組の放送開始とともに、前番組『スッキリ』の第2部にあたる9:30 - 10:25のローカルセールス枠は廃止されたが、この名残から日本テレビ以外のネット局では編成の都合により稀に9:38以降の部分または全編を臨時にネット返上する場合がある[注釈 22]。
- ○…フルネット、△…10:55飛び降りネット、×…非ネット

| 放送地域       | 放送局                    | 系列           | 放送時間・ネット状況（日本時間）       | 放送時間・ネット状況（日本時間）   | 備考                    |
| 放送地域       | 放送局                    | 系列           | 月曜 - 木曜（第1部） 金曜 9:00 - 10:25 | 月曜 - 木曜（第2部） 10:25 - 11:10 | 備考                    |
| -------------- | ------------------------- | -------------- | -------------------------------------- | ---------------------------------- | ----------------------- |
| 関東広域圏     | 日本テレビ（NTV）         | 日本テレビ系列 | ○                                      | ○                                  | 『DayDay.』制作局       |
| 宮城県         | ミヤギテレビ（MMT）       | 日本テレビ系列 | ○                                      | △                                  | [ 注釈 23 ]             |
| 富山県         | 北日本放送（KNB）         | 日本テレビ系列 | ○                                      | △                                  | [ 注釈 24 ]             |
| 石川県         | テレビ金沢（KTK）         | 日本テレビ系列 | ○                                      | △                                  | [ 注釈 24 ]             |
| 近畿広域圏     | 読売テレビ（ytv）         | 日本テレビ系列 | ○                                      | △                                  | [ 注釈 25 ]             |
| 広島県         | 広島テレビ（HTV）         | 日本テレビ系列 | ○                                      | △                                  | [ 注釈 26 ] [ 注釈 27 ] |
| 山口県         | 山口放送（KRY）           | 日本テレビ系列 | ○                                      | △                                  | [ 注釈 23 ]             |
| 熊本県         | くまもと県民テレビ（KKT） | 日本テレビ系列 | ○                                      | △                                  | [ 注釈 28 ]             |
| 北海道         | 札幌テレビ（STV）         | 日本テレビ系列 | ○                                      | ×                                  |                         |
| 青森県         | 青森放送（RAB）           | 日本テレビ系列 | ○                                      | ×                                  |                         |
| 岩手県         | テレビ岩手（TVI）         | 日本テレビ系列 | ○                                      | ×                                  |                         |
| 秋田県         | 秋田放送（ABS）           | 日本テレビ系列 | ○                                      | ×                                  | [ 注釈 29 ]             |
| 山形県         | 山形放送（YBC）           | 日本テレビ系列 | ○                                      | ×                                  |                         |
| 福島県         | 福島中央テレビ（FCT）     | 日本テレビ系列 | ○                                      | ×                                  |                         |
| 山梨県         | 山梨放送（YBS）           | 日本テレビ系列 | ○                                      | ×                                  | [ 注釈 30 ]             |
| 新潟県         | テレビ新潟（TeNY）        | 日本テレビ系列 | ○                                      | ×                                  |                         |
| 長野県         | テレビ信州（TSB）         | 日本テレビ系列 | ○                                      | ×                                  |                         |
| 静岡県         | 静岡第一テレビ（SDT）     | 日本テレビ系列 | ○                                      | ×                                  | [ 注釈 31 ]             |
| 中京広域圏     | 中京テレビ（CTV）         | 日本テレビ系列 | ○                                      | ×                                  | [ 注釈 32 ]             |
| 鳥取県・島根県 | 日本海テレビ（NKT）       | 日本テレビ系列 | ○                                      | ×                                  |                         |
| 徳島県         | 四国放送（JRT）           | 日本テレビ系列 | ○                                      | ×                                  |                         |
| 香川県・岡山県 | 西日本放送（RNC）         | 日本テレビ系列 | ○                                      | ×                                  |                         |
| 愛媛県         | 南海放送（RNB）           | 日本テレビ系列 | ○                                      | ×                                  |                         |
| 高知県         | 高知放送（RKC）           | 日本テレビ系列 | ○                                      | ×                                  |                         |
| 福岡県         | 福岡放送（FBS）           | 日本テレビ系列 | ○                                      | ×                                  |                         |
| 長崎県         | 長崎国際テレビ（NIB）     | 日本テレビ系列 | ○                                      | ×                                  | [ 注釈 33 ]             |
| 鹿児島県       | 鹿児島読売テレビ（KYT）   | 日本テレビ系列 | ○                                      | ×                                  |                         |

### ネット局に関する備考
- 日本テレビ系列平日午前のワイドショー枠のネット局は、前番組『スッキリ』終了時点ではNNS26局で放送されていたが、長年テレビ朝日制作平日朝のワイドショー（『モーニングショー』（第1期）→『スーパーモーニング』→『モーニングバード!』→『モーニングバード』→『羽鳥慎一モーニングショー』）を放送してきた山梨放送（YBS）が、2023年3月31日限りで『羽鳥慎一モーニングショー』のネットを打ち切り本番組をネットすることに伴い、2023年4月3日以降はNNS27局（福井放送（FBC）[注釈 34]・テレビ大分（TOS）を除く）で放送されている。山梨放送は1980年代に『ルックルックこんにちは』を打ち切って以来、本枠のネット復活となった。
- 沖縄県の一部エリアでも、沖縄ケーブルネットワークと宮古テレビのコミュニティチャンネルにて、鹿児島読売テレビから受信したものを同時放送している。ただし、データ放送には対応していない。
- 10:18ごろの「ゴゴ天気」のコーナーは地域ごとにローカル枠（主にその地域の天気予報）に差し替える放送局がある。
- 2024年11月6日はアメリカ大統領選挙特番『NNN DayDay.特別版 アメリカ大統領選2024』として、通常放送とは別枠で10:25 - （11:25または）11:30まで放送した。また、通常では本番組の非ネット局である福井放送でも放送された。
- 2025年7月30日は番組冒頭からカムチャツカ半島付近にて起きたマグニチュード8.0(後に8.8に更新)の地震と、後に津波警報の発表があったため、09:42から津波関連のニュースを第2部含め全編放送した。

## スタッフ
- 総合演出：吉川真一朗（2024年6月3日 - 、以前は演出）
- 演出：前田大輔 ほか
- 構成：佐藤満春 ほか
- TM：佐久間丈貴
- 美術：高津光一郎、北村春美
- 制作協力：AX-ON ほか
- プロデューサー：安彦真利江、川口信洋、池内千香子、蔭山彩 ほか（川口→2024年6月3日 - 、蔭山→2025年6月2日 - ）
- チーフプロデューサー：大橋邦世（2024年6月3日 - 、2023年4月3日 - 2024年5月31日までは総合演出）
- 製作著作：日テレ

### 過去のスタッフ
- 演出：川添香理
- TM：矢込宏敬
- プロデューサー：滝澤真一郎（2024年6月3日 - 2025年5月30日、2023年4月3日 - 6月8日までは総合プロデューサー►2023年6月9日 - 2024年5月31日までは統轄プロデューサー）、劉雅莎、柏原萌人（共に2024年11月まで）
- 総合プロデューサー：長田宙（2024年4月1日 - 5月31日）
- チーフプロデューサー：横田崇（2023年4月3日 - 2024年5月31日）